# Beilschmiedia congestiflora
Espèce
Synonymes
- Tylostemon congestiflorus Engl. & K. Krause[1]

Beilschmiedia congestiflora est une espèce de plantes à fleurs de la famille des Lauraceae et du genre Beilschmiedia selon la classification phylogénétique.

## Découverte et description
Beilschmiedia congestiflora est une plante endémique du Cameroun.